# Eduardo Carceller García
Eduardo Carceller García (Valencia, 1844 - Pamplona, 20 de agosto de 1925) fue un pintor español de origen valenciano pero también considerado como artista navarro al desarrollar ampliamente su obra, de estilo realista y romántico, en Navarra durante más de cincuenta y cinco años, y en donde además, por su labor docente, formó a muchos artistas en esta región. Fue el primer director de la Escuela de Artes y Oficios de Pamplona (1874-1895).

## Biografía
Eduardo Carceller García nace en Valencia el año 1844. Desarrolla su formación en la Escuela de Bellas Artes de San Carlos de Valencia, donde será alumno del navarro Salustiano Asenjo. Permanece en esa escuela en el periodo 1857-1862. En esta época obtiene diversos galardones como la medalla de bronce y la medalla de plata, en 1857 y 1860, respectivamente, otorgadas por la Sociedad de Amigos del País Valenciano. Tras esta primera etapa formativa se traslada a Madrid, en donde estudia Bellas Artes, entre los años 1863-69. En estos años fue discípulo de Federico de Madrazo. En esta época acude con un par de obras a la Exposición Nacional de Bellas Artes del año 1867, obteniendo una Mención honorífica de tercera clase en “Pintura de Historia”.
En el año 1870 el periplo vital de Eduardo Carceller da un giro brusco al establecerse en Navarra, tomando posesión de la plaza de profesor de la Academia de Dibujo de Tudela. Carceller permaneció en Tudela por espacio de cuatro años en que, a buen seguro, contribuyó al desarrollo cultural y pictórico de la ciudad ribera. El año 1874 abandona Tudela definitivamente para instalarse en la capital Navarra. Obtiene la plaza de profesor en la Escuela de Artes y Oficios de Pamplona, permaneciendo en dicha escuela hasta el año 1895, un largo espacio de tiempo de más de veinte años. Sucedió en el cargo al primer profesor de dicha escuela, Mariano Sanz y Tarazona. A través de Artes y Oficios, Carceller comienza a tener un papel relevante en el panorama cultural de la ciudad y en la formación de una destacada generación de artistas navarros. Hay que señalar que Carceller, en Artes y Oficios, fue profesor de importantes artistas de esta tierra como Enrique Zubiri, que acabará sustituyéndole en el puesto el año 1895, Javier Ciga, Natalio Hualde, Justo Cañas, etc.
Estuvo casado en primeras nupcias con una tudelana, apellidada Bona, contrayendo matrimonio en 1877 con Serafina Blasco. Tras fallecer esta segunda esposa se volvió a casar en 1910, con Petra Oraá. Durante la década de los ochenta y noventa del siglo XIX experimenta un aumento de su prestigio y consideración dentro de la sociedad de Pamplona y de su ambiente cultural: expone obras en escaparates pamploneses, forma parte de jurados para diversos certámenes de arte, pinta cuadros por encargo con regularidad.
En 1895 el artista cambia su puesto docente en la Escuela de Artes y Oficios por un puesto similar en el Instituto Provincial de Navarra. En estos momentos aumentan los reconocimientos hacia su figura y es nombrado correspondiente de la Real Academia de Bellas Artes de San Fernando en 1910, algo que supuso para el artista un motivo de gran orgullo y satisfacción en lo personal y en lo artístico. Consecuencia de esta nombramiento es la participación de Eduardo Carceller como miembro de la Comisión de Monumentos Históricos y Artísticos de Navarra donde ejerció el cargo de administrador del boletín y fue designado para catalogar la sección de Pintura del Museo.
El 27 de septiembre de 1918, cuando Carceller se jubila, llevaba ejerciendo en su plaza del Instituto Provincial 23 años ininterrumpidos y contaba con 74 años de edad. Este paso cierra su período docente en Navarra sumando prácticamente 48 años en tales labores.
El día 20 de agosto de 1925 la prensa local recogía la noticia de su fallecimiento.

## Obras
Respecto de las técnicas artísticas que practicó el autor, la inmensa mayoría de su producción está realizada al óleo; se trata de una obra de ejecución cuidada y con esmero y, en prácticamente todas las ocasiones, ejecutada sobre lienzo. En todos estos aspectos, Eduardo Carceller aparece como un artista cuidadoso y pulcro, poniendo especial cuidado en sus realizaciones. El formato habitual es medio y no desdeña, sobre todo en retratos, el formato oval tan característico en la pintura decimonónica. Así hace, por ejemplo, en los retratos de Pedro Ciga y su mujer, en el de Ramón Yanguas o en el de la señora Bescansa. Además del óleo cultivó con asiduidad la acuarela. Con la acuarela plasma tanto figuras como paisaje, aunque es verdad que no se ha catalogado ninguna de ellas físicamente y solo las conocemos a través de las reproducciones fotográficas de la revista La Avalancha. La caracterización estética de la obra del pintor Eduardo Carceller es relativamente sencilla. Se trata de un artista pegado siempre a la tradición figurativa y a la mejor pintura española de corte realista. Dada su formación académica decimonónica y su amplia labor, ligada siempre a la docencia del arte, su pintura no se desvinculó nunca de los rígidos convencionalismos academicistas impuestos por su momento histórico. 

### Pintura histórica
La práctica de la pintura de historia debe corresponder a las primeras épocas de la pintura del artista. Se supone que, una vez instalado en Navarra, Eduardo Carceller comenzó a realizar otro tipo de obras. En esta temática, los títulos conocidos son Cervantes en la cárcel de Argamasilla, Arresto del Duque de Alba y Tributo del rey moro de Zaragoza a Sancho el de Peñalén.

### Retrato
Pero, sin duda, el retrato constituye el grueso de la producción de este artista. Eduardo Carceller acabó siendo el retratista oficial de la sociedad pamplonesa entre 1880 y 1920. En esta disciplina tan solo contará con la competencia de dos de sus discípulos, de Enrique Zubiri y, en los últimos tiempos de su vida, la de Javier Ciga. Se han catalogado un par de docenas de retratos de este artista. Podemos citar los de Alfonso XII, para el Ayuntamiento de Estella (1876) o del Museo de Navarra, los de Ramón Yanguas (1880), Pedro Ciga y Dorotea Fernández, obras de 1885, del Museo de Navarra, o la Sra. Bescansa (1884). Estaríamos ante retratos que responden a la línea más pura estilísticamente hablando de este género en España, donde se muestra una técnica ejecutada con perfección, con seriedad y bastante profundidad. Otros buenos ejemplos son el Obispo Oliver (1890), del Museo de la Catedral, el Conde de Oliveto, Don Joaquín Jarauta (1896), benefactor de la ciudad, conservado en la Casa de Misericordia de Pamplona o el retrato de Don Gonzalo Zúñiga (1896), que conservan sus herederos en tierra Estella.

### Religiosas
Respecto de las obras de temática religiosa hemos catalogado varios títulos como San Antonio de Padua (1907), San Francisco Javier (1885), de regular factura y un interesante Santo Cristo de Aibar. Todas estas obras se encuadran como pintura de carácter religioso y piadoso, según los cánones de la práctica de este tipo de pintura dentro del siglo XIX. Además de los cuadros citados, se tiene noticia por la prensa de otras dos acuarelas con temas religiosos, San Francisco Javier de 1895, y la Dolorosa de 1903. La que representa al santo patrón de Navarra aparece reproducida en la revista La Avalancha. Hay también un cuadro de grandes dimensiones que pintado para las Salesas de Pamplona. 

### Costumbristas
Practicó también el costumbrismo. El Museo de Navarra conserva los mejores ejemplos de dicha temática con títulos como el Rapapobres (1870) obra donde el autor da muestra de un naturalismo rayando el realismo, o el Monaguillo de Tudela (1871) conservada también en el Museo de Navarra, de unas características similares. El resto de las composiciones que podemos incluir en esta temática son un par de representaciones de gitanas, una de ellas a la acuarela, fechada en 1884, y la otra al óleo, de 1897, pintada en la superficie de una pandereta. La primera obra que hemos encontrado referenciada de Eduardo Carceller llevaba por título Costumbres y suponemos se trataba de una escena costumbrista valenciana, fechada en el año 1857 y realizada en plena adolescencia del artista. Existe también otra obra mencionada por la prensa navarra, bajo el título de Fenómeno y regalada al Instituto Provincial de Pamplona en 1910. 

### Emulando a los Grandes Maestros
Otra parte notable de la producción artística de Eduardo Carceller se realizó en forma de copias de las obras de maestros consagrados. Se han catalogado hasta docena y media de cuadros de este estilo. Por los títulos y maestros que se citan es indudable que el artista predilecto de Carceller era Bartolomé Esteban Murillo. Este es, en definitiva, el periplo vital y estético de Eduardo Carceller. 

### Paisaje
Es una temática bastante minoritaria comparada con el conjunto de su producción del autor. Parece ser que Eduardo Carceller se incorpora a esta práctica en los años postreros del siglo XIX, animado tal vez por los progresos que dicha temática lograba en esa época. Hemos podido localizar tres obras paisajísticas realizadas a la acuarela. De dos de ellas poseemos fotografía al ser publicadas en su momento por la revista La Avalancha, en el año 1895. Una de ellas representa una vista de las torres de San Cernin, mientras que la otra, que parece más afortunada, presenta una vista de la iglesia y camino de la localidad de Huarte, fechada en julio de 1889, presentando una composición sencilla y equilibrada, ejecutada con gusto estético. En ambos ejemplos, la publicación informa que las obras están «tomadas del natural».